# エドナ・キプラガト
エドナ・ンゲリンウォニー・キプラガト（Edna Ngeringwony Kiplagat、1979年9月15日 - ）は、ケニアの陸上競技長距離走選手。世界陸上競技選手権大会において、女子マラソンで2011年と2013年に優勝した。2010年にロサンゼルスマラソンとニューヨークシティマラソンで勝利し、マラソン選手として頭角を現した。自己ベストは2012年のロンドンマラソンで記録した2時間19分50秒。

## 経歴

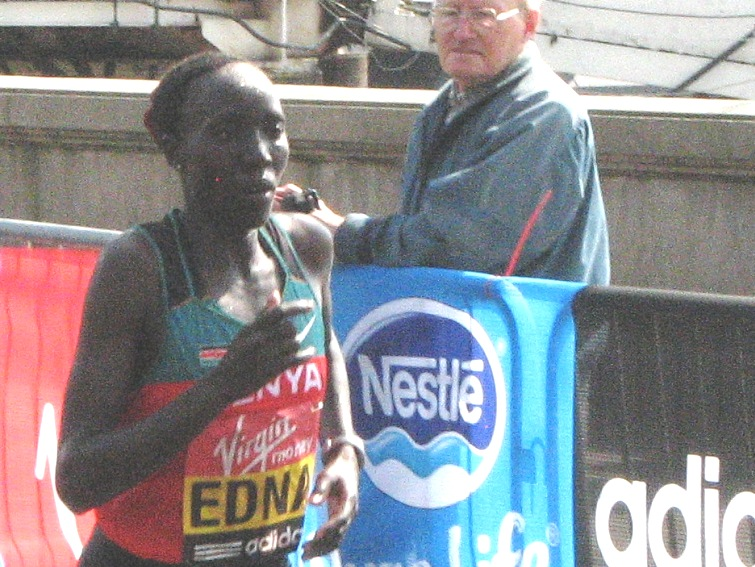
2011年ロンドンマラソンにて

1996年にシドニーで開かれた世界ジュニア陸上競技選手権大会において3000mに出場し銀メダルを獲得、1998年のアヌシーで開かれた世界ジュニアでは同種目で銅メダルを獲得した。3000mの自己記録8分53秒06は16歳の時に出場したシドニーの世界ジュニアで記録したものである。2003年にはモニュメントアヴェニュー10Kで優勝している。
2006年世界クロスカントリー選手権ではシニア女子ロング（8km）に出場し、13位となる。同年7月にナイロビで5000mの15分57秒3、10月にサンノゼでハーフマラソンの1時間09分32秒の自己ベストをマークする。同じく2006年、ロックンロール・ヴァージニアビーチハーフマラソンで優勝。2007年6月にはナイロビで10000mに出場し、33分27秒0を出している。同年はライラックブルームスデーランとサンフランシスコのベイ・トゥ・ブレーカーズで優勝した。
2010年のフライホーファーズ・ラン・フォア・ウーメンでは、エミリー・チェベットに次いで2位となる15分20秒でゴールし、賞金5000ドルを獲得した。 8月のビーチ・トゥ・ビーコン10Kでは3位に入り、2週間後のファルマスロードレースでも3位に入賞したが、この2つの大会はどちらも1位がリネス・チェプクルイ、2位がウデ・アヤレウと同じであった。
キプラガトは生涯2度目のマラソンとなる2010年のロサンゼルスマラソンで優勝、同年のニューヨークシティマラソンでも優勝した。このとき、2位と3位に入ったシャレーン・フラナガン、メアリー・ケイタニーはマラソン初挑戦であった。ニューヨークシティハーフマラソンでは、キャロライン・ロティッチに次いでゴールし、1時間09分00秒の自己ベストを記録した。
2011年のロンドンマラソンでは、キプラガトは国内のライバルであるケイタニーと再戦したが、ケイタニーに追い抜かれた。しかし、キプラガトは自己ベストを5分近く上回る2時間20分46秒をマークしての3位入賞であったため、試合結果に満足した。韓国の大邱広域市で開かれた世界陸上大邱大会では快走を見せ、2時間28分43秒で優勝した。残り5kmの地点でキプラガトが転倒した時点では、キプラガトの優勝は約束されていなかったが、最終的に3位に入賞したチームメイトのシャロン・チェロップがレースを中断してキプラガトの足を気遣い、勝利することができた。今大会女子マラソンではキプラガト、プリスカ・ジェプトゥー、チェロップのケニア勢3人が表彰台を独占し、1国ですべてのメダルを独占するという初の快挙を成し遂げた。モントフェルランド・ランでは軽傷を負いながらも、アベベチ・アフェワークに次ぐ2位でゴールした
2012年シーズンは草地から始まった。ケニア・クロスカントリー選手権大会に出場し、3位に入賞したのである。この大会は同年のロンドンマラソンへの前哨戦と位置付けて望み、ロンドンマラソンではケイタニーに次いで2位入賞を果たし、自己新記録2時間19分50秒を打ち立てた。この結果、オリンピックのケニア選手団の一員に選ばれた。6月のニューヨークミニ10Kで快勝して臨んだロンドンオリンピックでは20位と成績は振るわず、記録も2時間27分52秒に終わった。6週間後のグレートノースランでは快調に走り抜け、ハーフマラソンの自己新記録1時間07分41秒をマークしてティルネシュ・ディババに次いで2位となった。
2013年8月10日、キプラガトは世界陸上モスクワ大会の女子マラソンにおいて、序盤は先頭集団から遅れた位置から木崎良子らと共に徐々に追い上げ、野口みずきらを交わして先頭集団に追いつき、後半に福士加代子、メセレク・メルカムらをふるい落とし、ヴァレリア・ストラーネオと最後まで競り合いながらも2時間25分44秒で勝利し金メダルを獲得し、今季の女子マラソン界での世界一の称号の戴冠選手となった。世界陸上女子マラソンの2連覇は史上初である。（世界陸上女子マラソン2回制覇は、同国のキャサリン・ヌデレバに次いで2人目。）

## その他
キプラガトは2009年9月以来、エリート選手の高地トレーニングをアシストするボウルダーのボウルダー・ウェーブ社（Boulder Wave, Inc.）を象徴する存在である。2011年世界陸上での金メダル獲得により、同社が支援した選手の獲得したオリンピック・世界陸上を通算して11個目のメダルとなった。キプラガトのコーチは、夫のギルバート・コエチ（Gilbert Koech）である。

## マラソン戦績
| 年月       | 大会                       | 開催地                      | 順位 | 記録    | 備考                                    |
| ---------- | -------------------------- | --------------------------- | ---- | ------- | --------------------------------------- |
| 2005年12月 | ラスベガスマラソン         | アメリカ合衆国 ラスベガス   | 10位 | 2:50:20 |                                         |
| 2010年03月 | ロサンゼルスマラソン       | アメリカ合衆国 ロサンゼルス | 優勝 | 2:25:38 |                                         |
| 2010年11月 | ニューヨークシティマラソン | アメリカ合衆国 ニューヨーク | 優勝 | 2:28:20 |                                         |
| 2011年04月 | ロンドンマラソン           | イギリス ロンドン           | 3位  | 2:20:46 |                                         |
| 2011年08月 | 世界陸上選手権大邱大会     | 韓国 大邱                   | 優勝 | 2:28:43 |                                         |
| 2012年04月 | ロンドンマラソン           | イギリス ロンドン           | 2位  | 2:19:50 |                                         |
| 2012年08月 | ロンドンオリンピック       | イギリス ロンドン           | 20位 | 2:27:52 |                                         |
| 2013年04月 | ロンドンマラソン           | イギリス ロンドン           | 2位  | 2:21:32 |                                         |
| 2013年08月 | 世界陸上選手権モスクワ大会 | ロシア モスクワ             | 優勝 | 2:25:44 | 世界陸上選手権女子マラソン大会初の2連覇 |
| 2013年11月 | ニューヨークシティマラソン | アメリカ合衆国 ニューヨーク | 9位  | 2:30:04 |                                         |
| 2014年04月 | ロンドンマラソン           | イギリス ロンドン           | 優勝 | 2:20:21 |                                         |
| 2014年11月 | ニューヨークシティマラソン | アメリカ合衆国 ニューヨーク | 13位 | 2:36:24 |                                         |
| 2015年04月 | ロンドンマラソン           | イギリス ロンドン           | 11位 | 2:27:16 |                                         |
| 2015年08月 | 世界陸上選手権北京大会     | 中国 北京                   | 5位  | 2:28:18 |                                         |